# Käppele (Hochhausen)

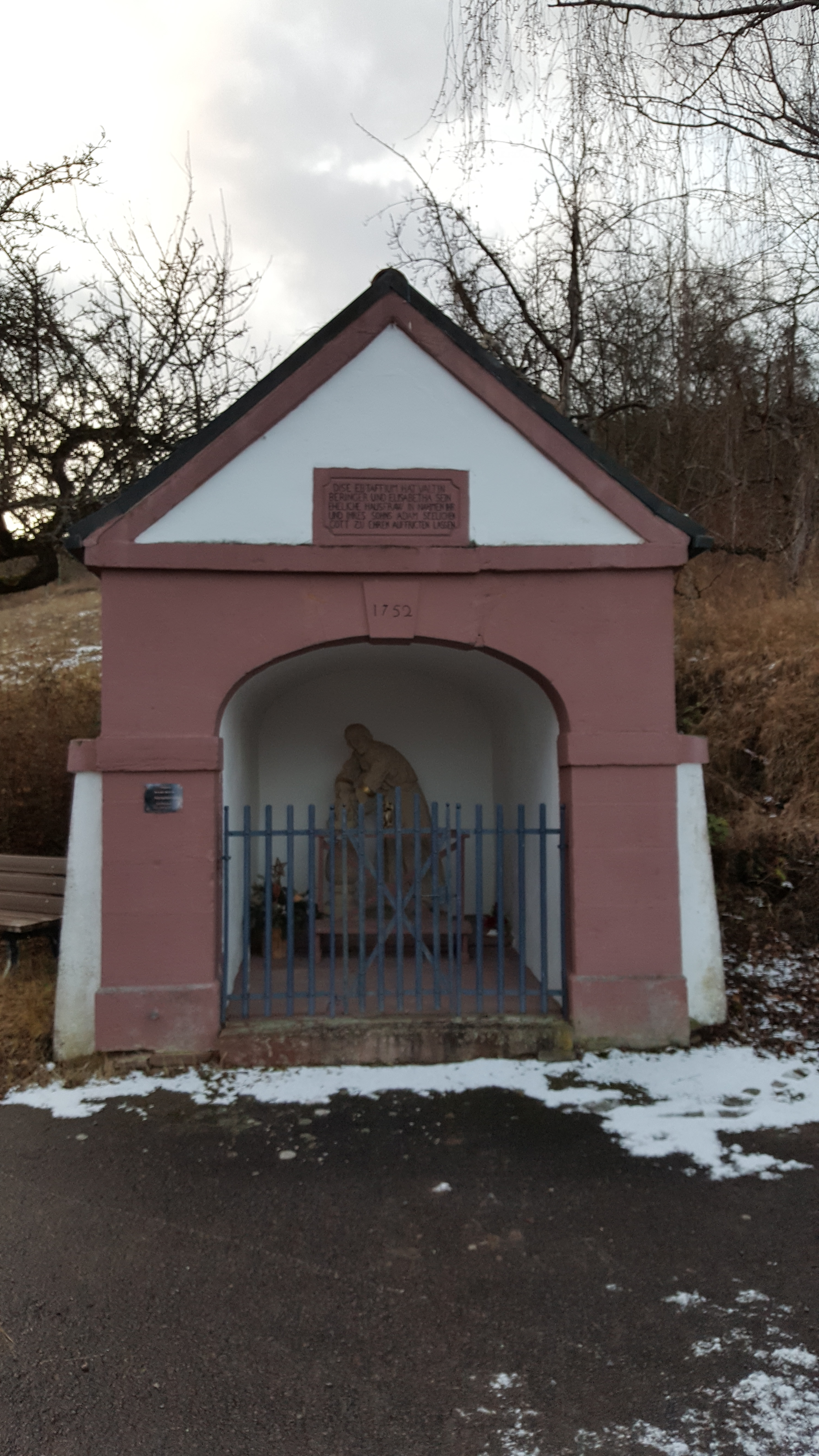
Das Käppele in Hochhausen (2017)

Das Käppele ist eine römisch-katholische Kapelle in Hochhausen, einem Stadtteil von Tauberbischofsheim im Main-Tauber-Kreis, die im Jahre 1752 errichtet wurde. 1977 erfolgte eine Renovierung durch die Kolpingsfamilie Hochhausen.

## Lage
Die Kapelle liegt am Eiersheimer Weg, der Hochhausen mit Eiersheim verbindet.

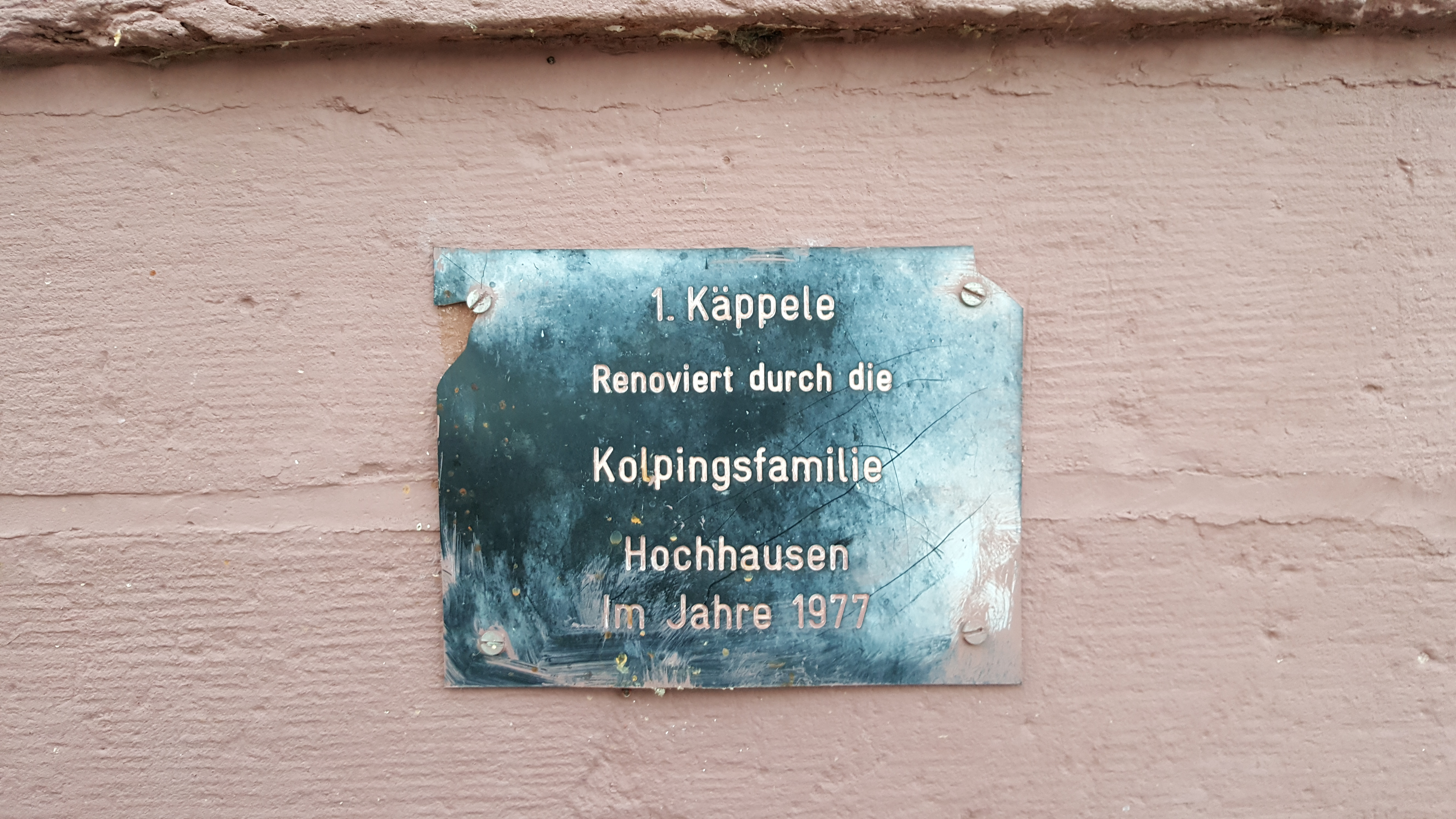
Hinweistafel am Käppele